# Disney Digital Network
Disney Digital Network (früher Maker Studios, Inc.) ist eines der größten Produktionsnetzwerke für YouTube-Videos.
Das Unternehmen wurde 2009 von Ben Donovan, Danny Zappin, Scott Katz, Lisa Donovan, Shay Carl Butler, Philip DeFranco, Kassem Gharaibeh und Derek S. Jones gegründet. Es hat seinen Sitz in Culver City, Kalifornien.
Mittlerweile gehören zu Maker Studios’ Hauptnetzwerk Maker über 5000 YouTube-Kanäle, welche zusammen über 1 Mrd. Aufrufe und 7 Mio. Abonnenten monatlich erzielen (Stand Mai 2016).
Die bisher populärste Produktion von Maker Studios ist Epic Rap Battles of History mit durchschnittlich 30 Millionen Aufrufen pro Episode.
Bis zum Februar 2017 war der meistabonnierte YouTube-Kanal PewDiePie (Felix Kjellberg) Teil des Netzwerks.
Die Maker Studios produzierten zeitweise auch Episoden der Webshow Equals Three und der fiktiven Band Your Favorite Martian, beide von Ray William Johnson, die zu den meistgesehenen auf YouTube zählen. Seit Sommer 2015 ist auch der deutsche Webvideoproduzent Simon Unge Teil des Netzwerkes. Eine weitere Niederlassung in der deutschen Stadt Köln ist geplant.
Zur Maker-Gruppe gehören mehrere Unternetzwerke:
- Maker Gen (ehemals „RPM“ genannt)[7] – positioniert als Netzwerk für kleinere, wachsende YouTube-Kanäle. Mit mehr als 27.000 Kanälen Ende Dezember 2014 das mitgliederstärkste Netzwerk der Gruppe.
- Maker Music  – spezialisiert auf Kanäle im Musikbereich.
- Maker – positioniert als thematisch vielfältiges Netzwerk für größere Kanäle.
- Polaris (ehemals „The Game Station“ genannt) – positioniert als Netzwerk für größere Kanäle aus dem Gaming-Bereich.[8]
- Revelmode Multi-Channel-Network von PewDiePie zusammen mit unter anderen: CutiePieMarzia, Markiplier, Jacksepticeye[9]

Im März 2014 wurde Maker Studios Inc. für 500 Millionen Dollar von The Walt Disney Company übernommen. Der Kaufpreis kann aufgrund von Erfolgsprämien noch um weitere 450 Millionen auf bis zu 950 Millionen Dollar steigen.
Im Februar 2017 wurde die Anzahl der Netzwerkmitglieder von 60.000 auf 1000 reduziert. Am 2. Mai 2017 wurde Maker Studios mit der neu gegründete „Disney Digital Network“ verschmolzen. Zum 30. April 2019 wurde das Unternehmen abgewickelt.